# قرفص مباغت
قرفص مباغت (الاسم العلمي:Serranus inexpectatus) هو نوع من الأسماك يتبع جنس القرفص من الفصيلة القرفصية.